# تكشيف آلي
التكشيف الآلي (بالإنجليزية: Search engine indexing)‏ هو نوع من أنواع عمليات التكشيف التي تحدث داخل الكتب .
وهو عملية تعيين مصطلحات الكشاف من نصوص اللغة الطبيعية وصياغتها وترتيبها بهدف إنشاء كشاف، ليتحصل على كشاف آلي معد بالحاسوب، دونما تدخل المكشف البشري في أية مرحلة من مراحل التكشيف.
من أنواع التكشيف الآلي:
- تكشيف آلي بالاقتباس
- تكشيف آلي بالتعيين